# 박지영 (무용가)
박지영(1980년 ~ )은 대한민국의 무용가이자 대학 교수이다.

## 생애
박지영은 동덕여자대학교에서 방송연예과 학사 학위를 받았으며 중앙대학교 대학원 경영학과 MBA 석사 과정, 서강대학교 경영대학원 SHAPE 과정을 수료했다. 2003년에는 여성 2인조 음악 그룹 위드(Wid)의 멤버로 활동하기도  했다. 대학교 재학 시절에 벨리댄스를 처음 접했고 튀르키예, 이집트, 러시아 연수를 통해 벨리댄스를 배우기도 했다. 2004년에 타워댄스아카데미벨리 강사로 활동하면서 무용가로 데뷔했고 KBS 세상의 아침, 무한지대 큐, 비타민을 비롯한 각종 텔레비전 프로그램에 출연하여 이름을 알렸다.
박지영은 벨리댄스에 대중음악을 접목시킨 퓨전 벨리댄스로 화제를 모았으며 2007년과 2009년에 다이어트 벨리댄스 DVD 2편을 각각 출시했다. 또한 홍수현, 김미려, 김시향, 이상아, 박민영, 전효성, 오민석, 강예원을 비롯한 연예인들을 대상으로 한 벨리댄스 개인 교습을 진행하는 한편 각종 영화, 광고에 등장한 벨리댄스 안무를 담당했다. 박지영은 2005년에 자신의 이름을 딴 JY벨리(JY Belly) 공연단을 설립하면서 벨리댄스 공연을 진행했고 JY벨리댄스협회 회장, 남양주민속벨리댄스협회 회장을 역임했다. 또한 남양주시장기 전국 벨리댄스 대회(NMBC)를 주최했다.
박지영은 2012년부터 서울호서예술실용전문학교 실용무용학과 교수를 역임하면서 여러 명의 무용가를 양성했다. 2015년에는 전 세계의 청소년들을 대상으로 한 대한민국의 댄스 경연 대회인 에임하이(Aim High)의 벨리댄스 부문을 기획·진행했다.